# Zuidelijk Citroëngebouw
Het Zuidelijk Citroëngebouw oftewel Citroëngarage is een van oorsprong garage/showroom aan het Stadionplein in Amsterdam, dat tot 2014 dienstgedaan heeft als hoofdkantoor van Citroën Nederland. Het werd van 1930 tot 1931 gebouwd naar een ontwerp van Jan Wils.

## Geschiedenis
Tegen het einde van de jaren ’20 had de N.V. Automobiles Citroën, zoals het bedrijf toen heette, haar hoofdvestiging aan de Weteringschans in Amsterdam met werkplaatsen over heel Amsterdam verspreid. Om alle functies van het bedrijf (kantoren, reparatie en verkoop) onder één dak samen te brengen besloot zij in 1929 naar de rand van de stad te verhuizen en een nieuwe hoofdvestiging te bouwen op een terrein naast het Olympisch Stadion, waar tijdens de Olympische Spelen van 1928 het gebouw voor krachtsport stond. De gemeente Amsterdam verleende haar goedkeuring aan het plan, maar stelde, uit vrees dat het bedrijfsgebouw het karakter van Amsterdam-Zuid zou aantasten, als voorwaarde dat het door de architect van het Olympisch Stadion, Jan Wils, ontworpen zou worden. Wils zou het aanvankelijk beneden zijn stand gevonden hebben een bedrijfsgebouw te ontwerpen, maar het royale honorarium dat hem in het vooruitzicht gesteld werd, deed hem uiteindelijk toch instemmen.

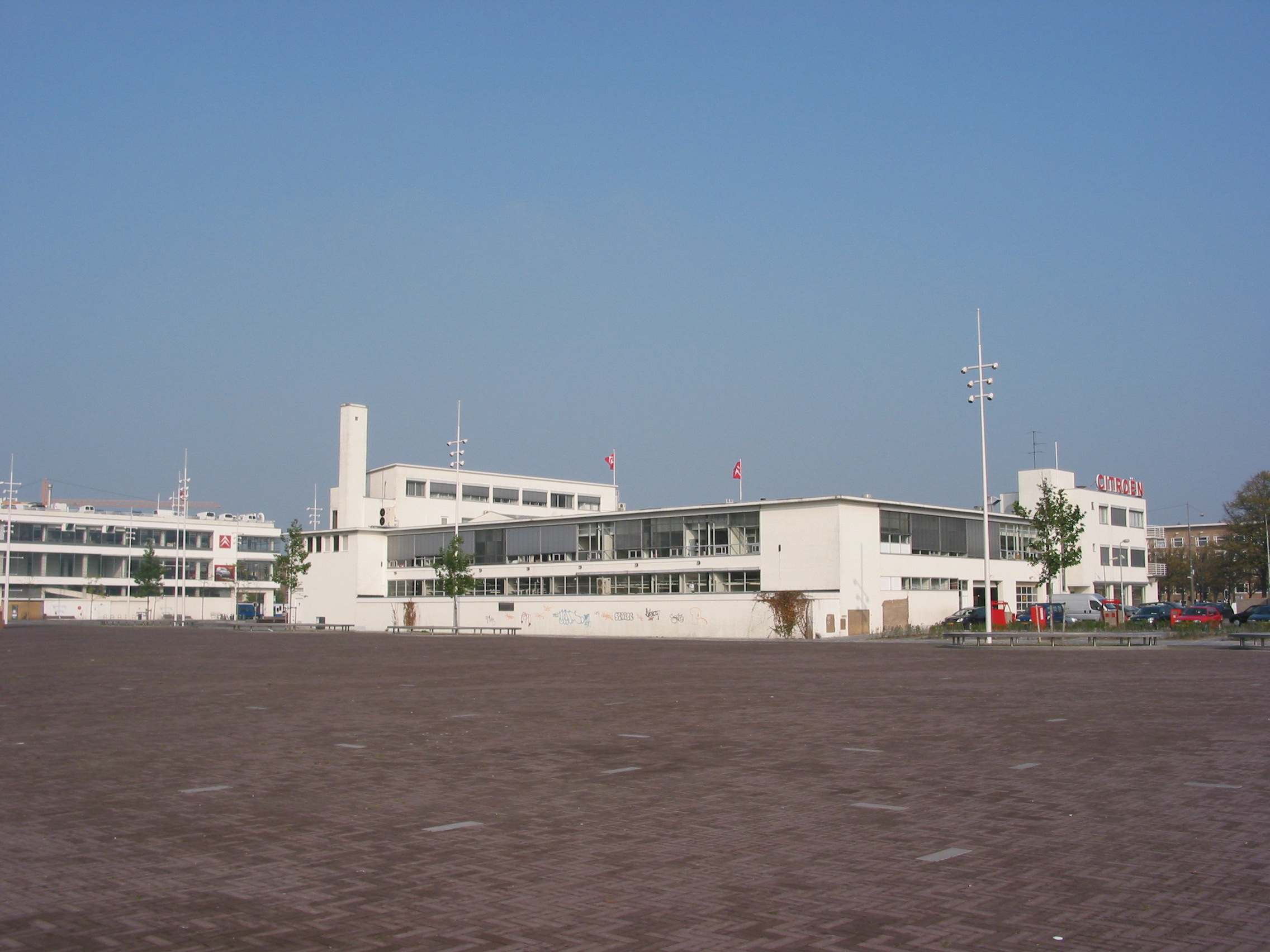
Achterzijde.

Het ontwerp kwam in 1930 gereed en voorzag in een showroom, een ‘quick service’ en kantoren op de begane grond en een werkplaats op de eerste verdieping, die toegankelijk was door middel van een hellende oprit. Geheel naar wens van de gemeente streefde Wils naar een evenwichtige wisselwerking tussen het bedrijfsgebouw en het Olympisch Stadion. Door het betonskelet bezit het gebouw grote raampartijen en heeft het een flexibele indeling, terwijl het in stijl nog steeds volkomen aansluit bij het ernaastgelegen stadion. Het gebouw is uitgevoerd in een okergele verblendsteen. Tegenwoordig is het witgeschilderd. Waarschijnlijk gebeurde dit om het beter te laten aansluiten bij het tweede bedrijfsgebouw van Citroën aan de ‘rechterkant’ van het Stadionplein.

### Tweede bedrijfsgebouw

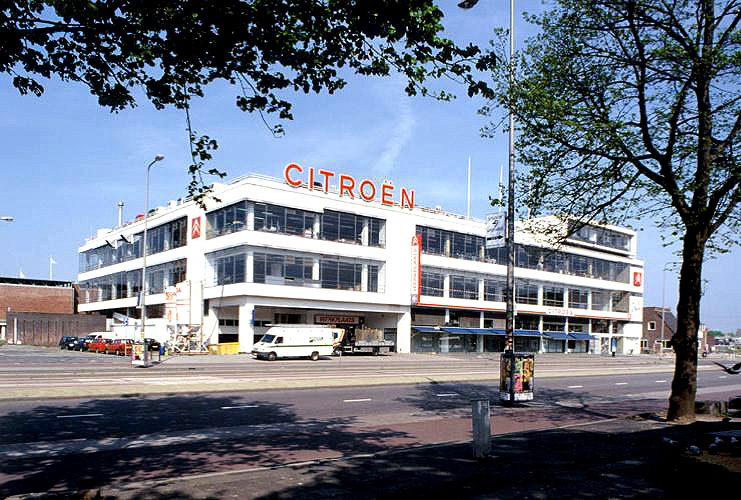
Het Noordelijk Citroëngebouw.

Tegenover het Zuidelijk Citroëngebouw verrees in 1962 het Noordelijk Citroëngebouw, een moderne werkplaats over verschillende verdiepingen en eveneens een ontwerp van Wils. Werden er in de jaren ’30 nog op zeer kleine schaal C6-vrachtwagens geassembleerd aan het Stadionplein, in de nieuwe werkplaats was er voldoende ruimte om tussen 1963 en 1970 ruim 10.000 Citroën HY-bussen te assembleren. Toen er begin jaren ’70 een einde aan de HY-assemblage kwam en men meer ruimte voor administratie nodig had, werd het geheel nog een laatste keer grondig verbouwd.

### Verhuizing van Citroën en vestiging Move
In 2012 verhuisde de ondersteunende afdelingen van de Citroën-importeur naar de Oval Tower in Amsterdam-Zuidoost, om in het voorjaar van 2016 in het nabijgelegen voormalige dealerpand aan de Lemelerbergweg samen met de andere merken van de Groupe PSA een nieuw onderkomen te vinden. Het Citroën-dealerbedrijf ging van het Stadionplein naar een zichtlocatie aan de Pieter Braaijweg, langs de Ring Amsterdam (A10). Liefhebbers van Citroën en architectuur zagen de verhuizing met lede ogen aan.
Op 22 oktober 2019 opende Pon de deuren van de 'mobiliteitsexperience' Move aan het Stadionplein 28. Move geeft consumenten een inkijkje in de mobiliteit van de toekomst.